# Quản lý hàng tồn kho
Quản lý hàng tồn kho hay quản lý kho hàng là tập hợp các công việc liên quan đến các công tác tổ chức, quản lý, sắp xếp, bảo quản hàng hóa trong kho lưu trữ. Quản lý hàng tồn kho là một công việc quan trọng trong phải luôn thực hiện liên tục và xuyên suốt trong quá trình hàng hóa lưu trữ trong kho.
Việc quản lý hàng tồn kho hiệu quả không chỉ giúp tăng cường an toàn trong bảo quản hàng hóa, tận dụng tốt cơ sở vật chất, tiết kiệm chi phí đầu tư mà còn giúp tăng doanh thu cho doanh nghiệp về lâu dài.

### Các phương pháp quản lý hàng tồn kho phổ biến hiện nay
Hiện nay có rất nhiều phương pháp quản lý hàng tồn kho được áp dụng tại các doanh nghiệp, nhưng có các phương pháp chính sau:

#### 1.Phương pháp FIFO
FIFO (First in – First out) có nghĩa là những hàng hóa nhập vào trước sẽ được ưu tiên xuất ra trước. Thường áp dụng đối với những mặt hàng có tính chất thời hạn ngắn như thực phẩm, bánh kẹo, đồ thời trang theo mốt, sản phẩm công nghệ,… Cần ưu tiên bố trí những ô kệ thông thoáng khoa học, cho phép xuất nhập hàng thuận tiện thường xuyên.

#### 2.Phương pháp LIFO
LIFO (Last In - First Out) thì hoàn toàn ngược lại. Các mặt hàng mới vừa nhập vào sẽ được xuất đi trước để đảm bảo cập nhật thời giá, cân đối chi phí sản xuất và bán hàng phù hợp, thường áp dụng với những nguyên vật liệu có thể tồn kho lâu dài như vật liệu xây dựng.

#### 3. Phương pháp sắp xếp theomã SKU
SKU là viết tắt của cụm từ Stock Keeping Unit, được hiểu ngắn gọn là Mã hàng hóa. Sắp xếp theo SKU có nghĩa là căn cứ vị trí lưu trữ hàng cũng như tính chất mà đặt tên cho hàng hóa, thường là một chuỗi các ký tự (bao gồm chữ và số). Sao cho khi nhìn vào chuỗi này, có thể xác định ngay vị trí cửa hàng.